# Marc-Antoine Fortuné
Marc-Antoine Fortuné est un footballeur français né à Cayenne (Guyane) le 2 juillet 1981.

## Biographie
Après deux saisons passées dans le championnat néerlandais, il rejoint le club lorrain de l'AS Nancy-Lorraine en janvier 2007. Dès les premiers matchs sous ses nouvelles couleurs il impressionne par sa puissance physique. Il inscrit également plusieurs buts. Il connaît un début de saison (2008-2009) difficile. De ce fait il est prêté à West Bromwich Albion le 14 janvier 2009. Le 8 juillet 2009 il est transféré au Celtic Glasgow pour un montant de 4 millions d'euros.
En août 2010, il s'engage pour deux ans avec le club anglais de West Bromwich Albion, où il avait déjà évolué sous forme de prêt (par l'AS Nancy-Lorraine) de janvier à mai 2009.
Le 24 novembre 2011, il est prêté pour la durée de 5 semaines aux Doncaster Rovers. Mais il ne peut terminer cette période de prêt à la date prévue, étant rappelé par son club frappé par plusieurs blessures de joueurs cadres. Le 20 décembre 2011, il retourne donc précipitamment à West Bromwich Albion.
Libre, il rejoint Wigan, alors en deuxième division anglaise, lors du mercato d'été 2013. Au terme de ses deux années de contrat et 71 matchs de championnat disputés pour 5 buts inscrits, son retour en France est envisagé lorsqu'il est mis à l'essai par le Gazelec Ajaccio en juillet 2015. 
Le 29 septembre 2016, il rejoint Southend United.
Il évolue lors de la saison 2018/2019 en National Conference, soit la 5e division anglaise, à Colchester United.

## Carrière en club
| Saison      | Club                     | Pays | Championnat    | Championnat | Championnat | Coupe de la Ligue | Coupe de la Ligue | Coupe de France | Coupe de France | Coupe d'Europe | Coupe d'Europe | Coupe d'Europe |
| Saison      | Club                     | Pays | Division       | Matchs      | Buts        | Matchs            | Buts              | Matchs          | Buts            | Type           | Matchs         | Buts           |
| ----------- | ------------------------ | ---- | -------------- | ----------- | ----------- | ----------------- | ----------------- | --------------- | --------------- | -------------- | -------------- | -------------- |
| 1999 - 2000 | AS Angoulême-Charente 92 |      | CFA            | 10          | 3           | -                 | -                 | ?               | ?               | -              | -              | -              |
| 2000 - 2001 | AS Angoulême-Charente 92 |      | CFA            | 17          | 3           | -                 | -                 | ?               | ?               | -              | -              | -              |
| 2001 - 2002 | AS Angoulême-Charente 92 |      | National       | 34          | 12          | -                 | -                 | ?               | ?               | -              | -              | -              |
| 2002 - 2003 | Lille OSC                |      | Ligue 1        | 16          | 0           | -                 | -                 | ?               | ?               | IT             | 1              | 0              |
| 2003 - 2004 | FC Rouen                 |      | Ligue 2        | 34          | 10          | 1                 | 0                 | ?               | ?               | -              | -              | -              |
| 2004 - 2005 | Stade brestois           |      | Ligue 2        | 33          | 10          | 2                 | 0                 | ?               | ?               | -              | -              | -              |
| 2005 - 2006 | FC Utrecht               |      | Eredivisie     | 31          | 6           | -                 | -                 | ?               | ?               | -              | -              | -              |
| 2006 - 2007 | FC Utrecht               |      | Eredivisie     | 22          | 5           | -                 | -                 | ?               | ?               | -              | -              | -              |
| 2007 - 2007 | AS Nancy-Lorraine        |      | Ligue 1        | 15          | 4           | -                 | -                 | -               | -               | C3             | 2              | 1              |
| 2007 - 2008 | AS Nancy-Lorraine        |      | Ligue 1        | 37          | 6           | -                 | -                 | 1               | 1               | -              | -              | -              |
| 2008 - 2009 | AS Nancy-Lorraine        |      | Ligue 1        | 19          | 1           | -                 | -                 | 1               | 0               | C3             | 5              | 1              |
| 2009 - 2009 | West Bromwich Albion     |      | Premier League | 17          | 5           |                   |                   | 1               | 0               | -              | -              | -              |
| 2009 - 2010 | Celtic Glasgow           |      | SPL            | 30          | 10          | -                 | -                 | 3               | 0               | C1+C3          | 4+3            | 2              |

Dernière mise à jour le 23 juin 2010

## Statistiques
À l'issue de la saison 2010-2011
Championnats :
- 87 matchs et 11 buts en Ligue 1
- 67 matchs et 20 buts en Ligue 2
- 34 matchs et 12 buts en National
- 30 matchs et 8 buts en CFA
- 42 matchs et 6 buts en 1re division anglaise
- 53 matchs et 11 buts en 1re division néerlandaise

Coupes d'Europe :
- 5 matchs en Ligue des champions
- 12 matchs et 4 buts en Coupe de l'UEFA / Ligue Europa
- 1 match en Coupe Intertoto